# Lhatok
Lhatok, Lhato ou Lhatog (tibétain : ལ་ཐོག, Wylie : lha thog / chinois : Lāduō Xiàng 拉多乡) signifiant Divin Tonnerre est une région de la préfecture de Qamdo, région autonome du Tibet, dans l'ancienne province tibétaine du Kham, située entre Dergué, Chamdo et Nangchen. Cette région fut également le siège du royaume de Lhatok.
C'est dans cette région que naquirent le 1er Mingyour Dorje ainsi que Orgyen Trinley Dorje, le 17e Karmapa, originaire du village de Bakor.
À Lhatok fut construit le monastère de Khampagar, siège de Khamtrul Rinpoché.
Le monastère de Kampagar (Khampa Gar) comprenait 300 moines et ses supérieurs étaient des yogis érudits, dont l’un rédigea le fameux Khamdrel. Le 8e Khamtrul Rinpoché (1931-1980) s’évada avec un petit groupe de Kampagar avec succès, comme le lui avait prédit Chögyam Trungpa. Les Lamas de son monastère furent tous fusillés et les moines presque tous emprisonnés. Le monastère fut détruit. Il a depuis été reconstruit sur place, ainsi qu’en exil en Inde à Tashi Jong par Khamtrul Rinpoché.
Karlek ou Kalek est un autre monastère de la région, lui aussi détruit et reconstruit, il avait été fondé au XVIIe siècle par le roi de Lhatok, lui-même disciple du 9e Karmapa. Ce monastère hébergeait environ 100 moines dans les années 1980. Amdo Palden Rinpoché en était l’abbé,.